# Мишак, Денис
Денис Мишак (словац. Denis Myšák; 30 ноября 1995, Бойнице) — словацкий гребец-байдарочник, выступает за сборную Словакии начиная с 2015 года. Серебряный (2016) и бронзовый (2020) призёр Олимпийских игр, чемпион мира, чемпион Европы, многократный победитель и призёр регат национального значения.

## Биография
Денис Мишак родился 30 ноября 1995 года в городе Бойнице Тренчинского края. Активно заниматься греблей начал в возрасте восьми лет по наставлению бабушки, проходил подготовку в Братиславе и Новаках в одноимённых спортивных клубах, тренировался под руководством Петера Ликера. На юниорском уровне был очень успешен, в 2012 и 2013 годах дважды подряд признавался лучшим молодым байдарочником Словакии.
Первого серьёзного успеха на взрослом международном уровне добился в сезоне 2015 года, когда попал в основной состав словацкой национальной сборной и побывал на чемпионате мира в Милане, откуда привёз награду золотого достоинства, выигранную в зачёте четырёхместных байдарок на дистанции 1000 метров — совместно с такими гребцами как Эрик Влчек, Юрай Тарр и Тибор Линка. Год спустя выступил на чемпионате Европы в Москве, где с теми же партнёрами одержал победу на километровой дистанции и завоевал серебряную медаль на полукилометровой (на финише уступил только экипажу из Венгрии).
Благодаря череде удачных выступлений Мишак удостоился права защищать честь страны на летних Олимпийских играх 2016 года в Рио-де-Жанейро. Стартовал здесь на тысяче метрах с тем же четырёхместным экипажем, включавшем помимо него самого Эрика Влчека, Юрая Тарра и Тибора Линку — они со второго места квалифицировались на предварительном этапе, где уступили только команде Германии, затем финишировали первыми на стадии полуфиналов и пробились тем самым в главный финал «А». В решающем финальном заезде показали на финише второй результат, вновь пропустив вперёд немецкий экипаж, и выиграли серебряные олимпийские медали.